# Q

Q의 필기체

Q, q(cue 큐[*] [kjuː])는 라틴 문자의 17번째 글자이다.

## 역사
Q는 원숭이를 뜻하는 그림 문자에서 왔다.
| 셈조어 문자 '원숭이' | 페니키아 문자 코프 |                  | 에트루리아 문자 Q | 로마 문자 Q |
| 셈조어 문자 '원숭이' | 페니키아 문자 코프 | 그리스 문자 코파 | 에트루리아 문자 Q | 로마 문자 Q |

## 발음
- 무성 경구개 파찰음(/cç/): 표준 알바니아어
- 유성 인두 마찰음(/ʕ/): 아파르어
- 성문 파열음(/ʔ/): 몰타어, 버로어
- 치경 흡착음(/!/): 코사어, 줄루어, 하자어
- 치 흡착음(/ǀ/): 총가어
- 연구개 방출음(/kʼ/): 오로모어
- 무성 연구개 마찰음(/x/): 미크맥어
- 유성 연구개 파열음(/ɡ/): 아제르바이잔어
- 무성 구개수 파열음(/q/): 월로프어(장음), 소닝케어, 그린란드어, 소말리어, 케추아어족, 쿠르드어

## 컴퓨터 부호
| 미리 보기      | Q                      | Q                      | q                    | q                    |
| -------------- | ---------------------- | ---------------------- | -------------------- | -------------------- |
| 유니코드 이름  | LATIN CAPITAL LETTER Q | LATIN CAPITAL LETTER Q | LATIN SMALL LETTER Q | LATIN SMALL LETTER Q |
| 인코딩         | 10진                   | 16진                   | 10진                 | 16진                 |
| 유니코드       | 81                     | U+0051                 | 113                  | U+0071               |
| UTF-8          | 81                     | 51                     | 113                  | 71                   |
| 수치 문자 참조 | &#81;                  | &#x51;                 | &#113;               | &#x71;               |
| EBCDIC 계열    | 216                    | D8                     | 152                  | 98                   |
| ASCII          | 81                     | 51                     | 113                  | 71                   |

## 쓰임
- q는 국제음성기호에서 무성 구개수 파열음을 나타낸다.

## 관련 글자
- 코프(페니키아 문자)
- 코파(그리스 문자)